# Ursus americanus hamiltoni
L'orso nero di Terranova (Ursus americanus hamiltoni) è una sottospecie dell'orso nero americano, endemico dell'isola di Terranova.

## Descrizione
L'orso nero di Terranova è generalmente più grande dei suoi parenti della terraferma, con un peso che va dai 90 ai 270 chilogrammi. Ha anche uno dei periodi di letargo più lunghi di qualsiasi orso del Nord America.